# Geomalia
De geomalia (Zoothera heinrichi) is een vogelsoort uit de familie van de lijsters (Turdidae). De wetenschappelijke naam van de soort is voor het eerst geldig gepubliceerd in 1931 door Stresemann.

## Naamgeving
De wetenschappelijke naam is een eerbetoon aan de Duitse bioloog Gerd Heinrich (1896–1984).

## Kenmerken
Deze vogel is overwegend donkerbruin. De borst is kastanjebruin gekleurd. De lange poten en staart in combinatie met de korte vleugels doen denken aan soorten uit het geslacht Garrulax (lijstergaaien) en de naam geomalia is een verwijzing naar de malia een soort buulbuul. Echter, deze vogel is niet aan deze geslachten verwant.

## Verspreiding en leefgebied
De soort is een endemisch in de berggebieden op Sulawesi. De geomealia komt alleen voor in primair montaan regenwoud tussen de 1700 en 3400 m boven de zeespiegel. Het is een schaarse, lastig te observeren vogel die zich voornamelijk ophoudt op de bosbodem.
De geomalia heeft een klein en verbrokkeld verspreidingsgebied dat bedreigd wordt door ontbossing en het voorkomen van verwilderde katten. De grootte van de populatie is niet gekwantificeerd. De vogel staat als gevoelig (voor uitsterven) op de Rode Lijst van de IUCN.